# Ballagere, Malavalli
Ballagere là một làng thuộc tehsil Malavalli, huyện Mandya, bang Karnataka, Ấn Độ.